# Kozlovia
- Commons
- Wikispecies

Kozlovia é um género botânico pertencente à família Apiaceae.